# Jim Platt
James Archibald Platt (Ballymoney, 1952. január 26.  – ) északír válogatott labdarúgókapus, edző.

## Pályafutása

### Klubcsapatban
1971-től 1983-ig a Middlesbrough City csapatában játszott. 1978 és 1979 között a Hartlepool United és a Cardiff City együttesében védett kölcsönben. 1983 és 1985 között a Ballymena United, 1985 és 1987 között a Coleraine játékosa volt. 

### A válogatottban
1976 és 1986 között 23 alkalommal szerepelt az északír válogatottban. Részt vett az 1982-es világbajnokságon, ahol az Ausztria elleni mérkőzésen kezdőként lépett pályára. A Jugoszlávia, a Honduras, a Spanyolország és a Franciaorzág elleni találkozókon Pat Jennings védett. Az 1986-os világbajnokságon ugyancsak második számú kapusnak számított és nem kapott lehetőséget egyetlen mérkőzésen sem.

## Sikerei, díjai
Ballymena United
- Északír kupagyőztes (1): 1983–84